# 莱亚妮斯·佩雷斯
莱亚妮斯·佩雷斯·埃尔南德斯（西班牙語：Leyanis Pérez Hernández，2002年1月10日—），古巴女子田径运动员，主攻三级跳远，2019年泛美U20田径锦标赛女子三级跳远银牌得主、2023年世界田径锦标赛女子三级跳远铜牌得主。